# Пілас (міфологія)
Пі́лас (Піл; дав.-гр. Πύλας) — персонаж давньогрецької міфології, цар Мегари, син Клесона та батько Скірона.

## Міфологія
Видав дочку Пілію заміж за Пандіона. Пілас убив брата свого батька Біанта і передав владу Пандіону, сам же вирушив до Пелопоннесу та заснував місто Пілос. Побудував Пілос у Мессенії, привівши з Мегаріди лелегів, потім був вигнаний Нелеєм і пеласгами та зайняв Пілос в Еліді.